# حادثة التصادم الجوي في مونكس كورنر 2015
في 7 تموز 2015، حدث تصادم جوي في مونكس كورنر في كارولاينا الجنوبية بين طائرتي إف-16 فايتينغ فالكون وسيسنا 150. راكبا طائرة سيسنا 150 توفيا بينما نجا قائد طائرة إف-16 بعد أن قذف نفسه من الطائرة.
وتعد هذه الحادثة الثانية خلال فترة قصيرة لطائرة من نوع إف-16 بعد حادثة أريزونا التي حدثت في 24 حزيران 2015.